# Grandval (Puy-de-Dôme)
Grandval ist eine französische Gemeinde mit 119 Einwohnern (Stand: 1. Januar 2022) im Département Puy-de-Dôme in der Region Auvergne-Rhône-Alpes (vor 2016: Auvergne). Sie gehört zum Arrondissement Ambert und zum Kanton Les Monts du Livradois (bis 2015: Kanton Saint-Amant-Roche-Savine).

## Geographie
Grandval liegt etwa 43 Kilometer ostsüdöstlich von Clermont-Ferrand im Regionalen Naturpark Livradois-Forez. Das Gemeindegebiet wird vom Flüsschen Carcasse durchquert. Nachbargemeinden von Grandval sind La Chapelle-Agnon im Norden und Nordwesten, Bertignat im Osten und Nordosten, Thiolières im Südosten, Le Monestier im Süden sowie Saint-Amant-Roche-Savine im Westen und Südwesten.

## Bevölkerungsentwicklung
| Jahr                       | 1962 | 1968 | 1975 | 1982 | 1990 | 1999 | 2006 | 2013 |
| Einwohner                  | 241  | 204  | 181  | 148  | 124  | 114  | 101  | 111  |
| Quellen: Cassini und INSEE |      |      |      |      |      |      |      |      |

## Sehenswürdigkeiten
- Kirche Saint-Pierre aus dem 15. Jahrhundert, Monument historique seit 1969